# Фондапаринукс
Фондапарину́кс — синтетичний препарат з групи прямих антикоагулянтів — інгібіторів фактора Х згортання крові — для парентерального застосування. Фондапаринукс розроблений сумісно компаніями «Sanofi» та «Organon», натепер розповсюджується компанією «GlaxoSmithKline» під торговельною маркою «Арікстра».

## Фармакологічні властивості
Фондапаринукс — синтетичний та селективний інгібітор активованого фактора Х (Ха). По хімічному складу він є синтетичним похідним низькомолекулярних гепаринів. Механізм дії препарату полягає у селективному пригніченні фактора Ха згортання крові, опосередкованого антитромбіном III. Фондапаринукс вибірково зв'язується з антитромбіном ІІІ та потенціює початкову нейтралізацію фактора Ха антитромбіном III. Нейтралізація фактора Ха перериває ланцюг коагуляції та інгібує як утворення тромбіну, так і формування тромбів. Препарат не інактивує тромбін (активований фактор IIa) та не діє на тромбоцити. У звичайних терапевтичних дозах фондапаринукс не впливає на результати таких тестів, як активований частковий тромбопластиновий час (аЧТЧ), активований час згортання (АЧЗ) або протромбіновий час (ПЧ) та МНВ у плазмі крові, а також не змінює час кровотечі або фібринолітичну активність крові. Фондапаринукс також не дає перехресних реакцій із сироваткою хворих із гепарин-індукованою тромбоцитопенією. При застосуванні фондапаринукса спостерігається значно менший ризик гепарин-індукованої тромбоцитопенії та остеопорозу, чим при застосуванні низькомолекулярних гепаринів. На фоні застосування фондапаринуксу спостерігається зниження кількості тяжких кровотеч, чим при застосуванні низькомолекулярних гепаринів, та, внаслідок цього — зниження смертності хворих. Крім того, фондапаринукс знижує частоту повторного інфаркту міокарда без збільшення ризику кровотеч та інсультів. Недоліком фондапаринуксу є знижена ємність інактивації фактору Ха антитромбіном у порівнянні з низькомолекулярними гепаринами (фондапаринукс збільшує швидкість інактивації фактору Ха антитромбіном у 100 разів, а низькомолекулярні гепарини у 2000 разів), хоча у клінічних умовах це не має великого значення. Іншим недоліком препарату є вища частота тромбозу катетера при черезшкірних маніпуляціях на коронарних судинах.

### Фармакодинаміка
Після підшкірного введення фондапаринукс швидко всмоктується та розподіляється в організмі. Біодоступність препарату становить 100 %. Максимальна концентрація в крові фондапаринуксу досягається протягом 2 годин. Препарат після всмоктування розподіляється таким чином, що більша його частина знаходиться у крові і лише невеликий об'єм — в позасудинній рідині. Фондапаринукс у крові специфічно зв'язується з білком АТ III, зв'язування з іншими білками плазми крові та еритроцитами незначне. Фондапаринукс проникає через плацентарний бар'єр. Даних за проникнення препарату в грудне молоко людини немає, але дослідженнями встановлено, що фондапаринукс проникає у молоко щурів. Препарат не метаболізується, виводиться із організму нирками у незміненому вигляді. Період напіввиведення фондапаринуксу становить 17—21 годину, у хворих з нирковою недостатністю цей час збільшується (від 29 годин при помірній та 72 години при важкій нирковій недостатності).

## Покази до застосування
Фондапаринукс рекомендовано для лікування гострого тромбозу глибоких вен, лікування гострої тромбоемболії легеневої артерії, профілактики венозних тромбоемболічних ускладнень при об'ємних ортопедичних операціях, при операціях на черевній порожнині та при високому ризику тромбоемболічних ускладнень. Фондапаринукс застосовують також при гострому коронарному синдромі (як при нестабільній стенокардії, так і при інфаркті міокарда з підйомом сегменту ST, так і без підйому сегмента ST), у тому числі у пацієнтів після тромболізису.

## Побічна дія
При застосуванні фондапаринукса можливі наступні побічні ефекти:
- Алергічні реакції — часто (1—10 %) набряк шкіри; нечасто (0,1—1 %) висипання на шкірі, свербіж шкіри, виділення з рани, гарячка; рідко (0,01—0,1 %) алергічні реакції.
- З боку травної системи — нечасто (0,1—1 %) нудота, блювання; рідко (0,01—0,1 %) діарея або запор, біль у животі, гастрит.
- З боку нервової системи — нечасто (0,1—1 %) головний біль; рідко (0,01—0,1 %) сонливість, запаморочення, вертиго, сплутаність свідомості, втрата свідомості.
- З боку дихальної системи — рідко (0,01—0,1 %) задишка, кашель, біль у грудній клітці.
- З боку серцево-судинної системи — рідко (0,01—0,1 %) гіпотонія, відчуття припливів, периферичні набряки.
- Зміни в лабораторних аналізах — часто (1—10 %) анемія; нечасто (0,1—1 %) тромбоцитопенія, тромбоцитемія, поява аномальних тромбоцитів, коагулопатії, підвищення активності амінотрансфераз в крові; рідко (0,01—0,1 %) гіпокаліємія, підвищення рівня білірубіну в крові.

Найчастішою побічною реакцією на введення фондапаринуксу є підвищена кровоточивість. Після введення препарату можуть спостерігатись носові кровотечі, кровотечі з ясен, кровохаркання, гематурія. Рідше можуть спостерігатися шлунково-кишкові кровотечі, ретроперитонеальні кровотечі, а також внутрішньочерепні кровотечі. Частіше кровотечі спостерігаються при передозуванні препарату. При застосуванні фондапаринукса можуть спостерігатися у поодиноких випадках також болючість, гіперемія, екхімози, гематоми у місці введення препарату.

## Протипоказання
Фондапаринукс протипоказаний при підвищеній чутливості до препарату, гострому бактеріальному ендокардиті; тяжкій нирковій недостатності; клінічно значущій кровотечі; діабетичній ретинопатії; виразковій хворобі в стадії загострення; схильності до кровотеч (хвороба Віллебранда, гемофілія, тромбоцитопенія і порушення функцій тромбоцитів); нелікованій або неконтрольованій артеріальній гіпертензії; при недавньому внутрішньочерепному крововиливі; при стані здоров'я, що зумовлює внутрішньочерепний крововилив (наприклад, аневризма мозкових артерій); аневризмі аорти; під час проведення люмбальної пункції; операціях на центральній нервовій системі або очах; при одночасному прийомі похідних гепарину або гепариноїдів, фібринолітиків, антагоністів рецепторів глікопротеїну IIb/IIIa. З обережністю застосовують разом з антиагрегантами. Не рекомендовано застосування фондапаринуксу при вагітності та годуванні грудьми.

## Форми випуску
Фондапаринукс випускається у вигляді шприц-тюбиків по 0,5 мл (2,5 мг), по 0,4 мл (5 мг), 0,6 мл (7,5 мг) та 0,8 мл (10 мг).